# 儿部
儿部（じんぶ）は、漢字を部首により分類したグループの一つ。
康熙字典214部首では10番目に置かれる（2画の4番目）。

## 概要

儿部はこの形を筆画の一部として持つ漢字を分類している。「儿」は意符としては「人」同様、人間に関わることを表す。
なお儿部には「兒」（拼音: ér、 日本語の新字体 では「児」）があるが、その簡化字には「儿」字が当てられている。
片仮名の「ル」は「儿」に似ているが、「ル」は「流」を崩したものの一部から造られた字であり、部首字「儿」とは全くの無関係である。

## 部首の通称
- 日本：にんにょう、ひとあし
- 中国：兒字底
- 韓国：어진사람인발부（eojin saram in bal bu、仁愛あるヒトの儿が脚の部）
- 英米：Radical Legs

## 部首字
「儿」はもともと単独の文字としては存在せず、「人」または「卩」が文字の下側に位置したときにとる形である。しかし形が大きく変わったために「儿」と「人」または「卩」との関係が明らかではなくなった結果、『説文解字』によって別の文字として扱われた。
『説文解字』では「人」の古文奇字であり、その屈曲した姿は人の下にある仁愛の人を象るとされ、また『通志』六書略では「人」はヒトの立っている姿、「儿」はヒトの歩いている姿に象るとされている。

小篆

## 例字
- 元・充・兄・光・先・兒（児）
- 兆・兔
- 売 → 士部